# メドゥーサ (トウガラシ)

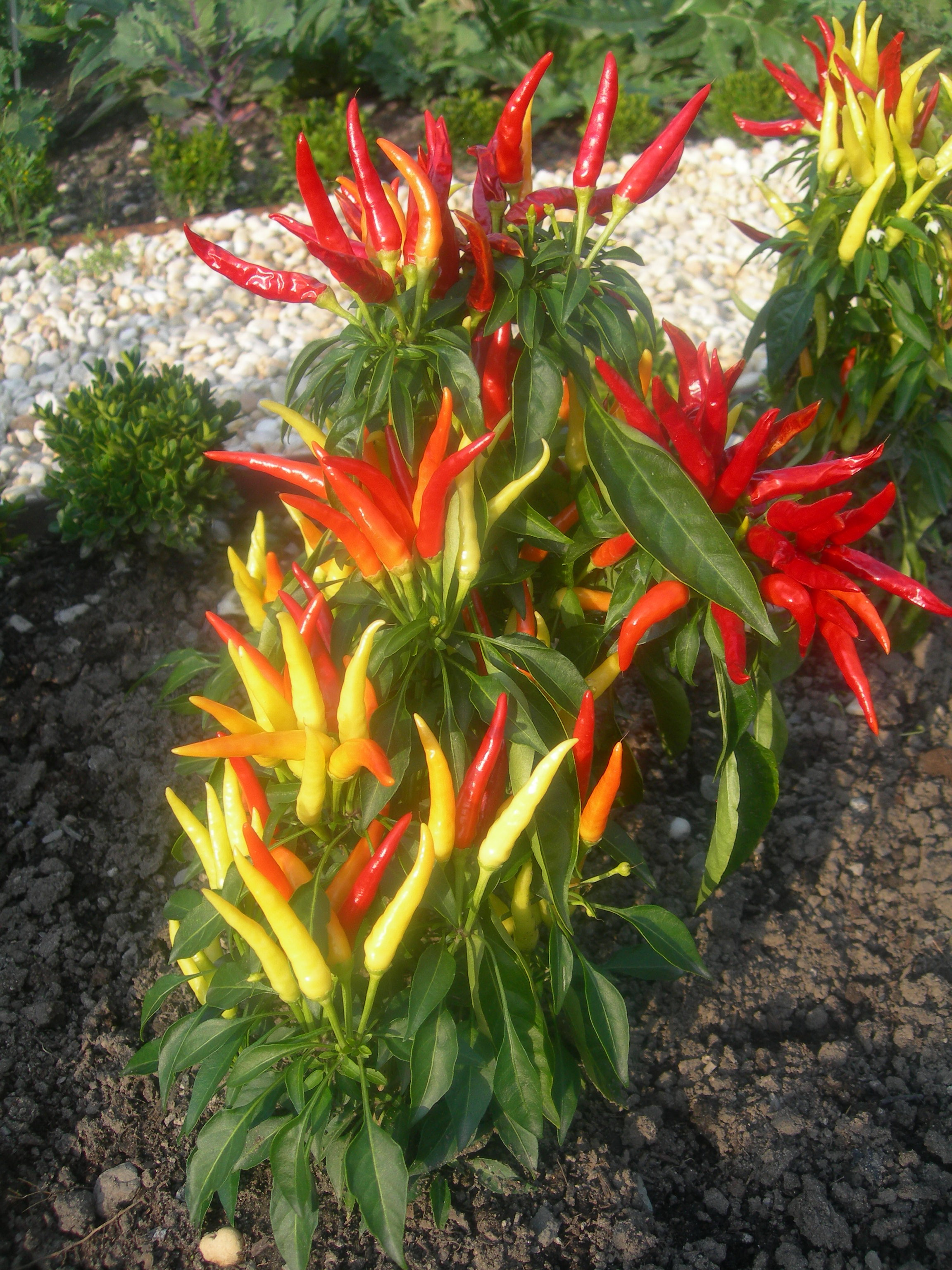
メドゥーサ

メドゥーサ(Medusa pepper)は、装飾として用いられるトウガラシの品種である。果実は明るい色で直立し、「ヘビの頭髪」のように見えることから、ギリシア神話に登場する怪物メドゥーサに因んで名付けられた。
果実は装飾用トウガラシとしては珍しく甘い味で、色は緑色から黄色、橙色を経て、完熟すると赤色になる。